# NGC 4004
NGC 4004 (NGC 4004A) je neobična galaktika u zviježđu Lavu.

## Vanjske poveznice
- (eng.) SEDS: NGC 4004
- (eng.) Revidirani Novi opći katalog
- (eng.) Izvangalaktička baza podataka NASA-e i IPAC-a
- (eng.) Astronomska baza podataka SIMBAD
- (eng.) VizieR